# Thomas Percy
Thomas Percy (c. 1560 – Staffordshire, 8 de novembro de 1605) foi um membro do grupo de católicos ingleses provinciais que planejaram a fracassada Conspiração da Pólvora de 1605. Considerado um homem alto e fisicamente notável, pouco se sabia sobre sua infância além da matrícula em 1579 na Universidade de Cambridge, e de seu casamento em 1591 com Martha Wright. Em 1596, seu primo de segundo grau, Henry Percy, 9.º Conde de Northumberland, o escolheu como condestável Thomas para o Castelo de Alnwick, tornando-se responsável pelas propriedades da região norte da família Percy. Trabalhou para o conde na região dos Países Baixos por volta de 1600–1601 e, nos anos anteriores a 1603, foi seu intermediário em uma série de comunicações confidenciais com o rei Jaime VI da Escócia.
Após a ascensão de Jaime ao trono inglês em 1603, Percy ficou desencantado com o novo rei, que este supôs ter renegado suas promessas de tolerância aos católicos ingleses. Seu encontro em junho de 1603 com Robert Catesby, um fanático religioso igualmente impressionado com a nova Casa de Stuart, levou no ano seguinte a sua adesão à conspiração de Catesby para matar o rei e seus ministros, explodindo a Câmara dos Lordes com pólvora. Percy ajudou a financiar o grupo e garantiu a locação de certas propriedades em Londres, uma das quais era a cripta logo abaixo da Câmara dos Lordes, na qual a pólvora foi finalmente colocada. Os conspiradores também planejaram instigar uma revolta em Midlands e sequestrar simultaneamente a filha de Jaime, a princesa Isabel da Boémia. Percy deveria permanecer em Londres e garantir a captura de seu irmão, o príncipe Henrique.
Quando a conspiração foi exposta no início de 5 de novembro de 1605, Percy fugiu imediatamente para Midlands, alcançando alguns dos outros conspiradores a caminho de Dunchurch, em Warwickshire. A fuga terminou na fronteira de Staffordshire, em Holbeche House, onde foram sitiados no início de 8 de novembro pelo perseguidor xerife de Worcester e seus homens. Percy teria sido morto pela mesma bala de mosquete que Catesby e foi enterrado nas proximidades. Posteriormente, seu corpo foi exumado e sua cabeça exposta para fora do Parlamento. Sua participação na conspiração provou ser extremamente prejudicial para seu patrono, o conde de Northumberland que, embora não envolvido, foi preso na Torre de Londres até 1621.

## Vida antes de 1604
Thomas Percy era o mais caçula dos dois filhos de Edward Percy, em Beverley, e da esposa Elizabeth (nascida Waterton). Seu pai era filho de Jocelyn/Josceline Percy (falecido em 1532), cujo parentesco era Henry Percy, o 4.º Conde de Northumberland. Thomas era bisneto de Henry Percy, 4.º Conde de Northumberland, e primo de segundo grau do descendente do 4.º Conde, Henry Percy, 9.º Conde de Northumberland.

Nasceu por volta de 1560 e matriculou-se na Universidade de Cambridge como membro da Peterhouse em 1579. Pouco se sabia sobre sua infância. Ele pode ter sido papista antes de ser recebido na Igreja Católica, e pode ter convivido com George Clifford, 3º Conde de Cumberland, até 1589. Em 1591, casou-se com Martha Wright, filha de Ursula Wright (uma recusante condenada) e irmã de Christopher e John Wright (ambos que, posteriormente, estiveram envolvidos na Conspiração da Pólvora). As alegações de vários autores de que Percy pode ter deixado Martha "má e pobre" por uma mulher não identificada em Warwickshire são contestadas, mas os dois estavam pelo menos separados: em 1605, Martha e sua filha viviam de uma anuidade financiada pelo Católico William Parker, 4.º Barão de Monteagle. O filho de Thomas e Martha, Robert, casou-se com Emma Mead em Wiveliscombe, Somerset, em 22 de outubro de 1615.

Eu entendo que este meu detentor, o meu servo Meyricke, está totalmente disposto a favorecer Thomas Percy, um "parente próximo" de meu irmão em Northumberland, que está correndo riscos por alguma ofensa imputada a ele. Peço-vos que continueis o mesmo, para que assim a sua vida não corra perigo. Ele é um cavalheiro bem descendente e de boas intenções, pois tem muita competência para fazer um bom trabalho em seu país; portanto, é importante que faça algo agradável para nós dois e, principalmente, não aja de maneira desagravável conosco, pois assim nosso tratamento também será o mesmo com você.

Carta de Robert Devereux, 2.º Conde de Essex para o Sr Justice Beaumont, em fevereiro de 1596.
Apesar de não ser um parente próximo, em 1595, o 9.º Conde de Northumberland foi responsável por cobrar de Thomas os aluguéis de suas propriedades na região norte, e, no ano seguinte, escolheu como condestável para o Castelo de Alnwick. Thomas exerceu seu papel como autoridade, tendo postura de alguém que deu algum motivo para ser alvo de reclamações, exceto pelo oficial que o substituiu, e devido aos relatórios contemporâneos de suas negociações com os inquilinos do conde que envolvem alegações de má administração e suborno. Durante um conflito na fronteira, matou James Burne, um escocês, pelo qual foi preso em uma prisão de Londres, mas sua libertação foi garantida pela intervenção de Robert Devereux, 2.º Conde de Essex. Posteriormente, Thomas ajudou Essex em uma conspiração contra o guardião escocês das marchas intermediárias, ao contrário de vários outros que, mais tarde, se juntaram à Conspiração da Pólvora, ele não fosse um membro da rebelião malsucedida do conde em 1601.
Percy era considerado um homem alto e fisicamente notável, "de expressão séria, mas com modos atraentes". Foi descrito de várias maneiras como beligerante e excêntrico, com "surtos de energia selvagem diminuindo para resquícios de preguiça". O padre jesuíta John Gerard escreveu que, em sua juventude, Percy tinha sido "muito mais selvagem do que o normal, e muito antenado à luta", enquanto o jesuíta Oswald Tesimond pensava que ele tinha sido "bastante selvagem e dado à vida alegre, um homem que confiava muito em sua espada e coragem pessoal." De acordo com os dois homens, a conversão de Percy ao catolicismo foi uma influência calmante, mas o biógrafo Mark Nicholls, que intitula Percy como "um personagem combativo", diz que isso só foi verdade até certo ponto. Suas atitudes excessivas não o impediram de ingressar em Northumberland durante seu comando na região dos Países Baixos, mantido de 1600 a 1601, pelo qual foi recompensado com 200 libras esterlinas. O conde também escolheu Percy como responsável para o gerenciamento dos aluguéis em Cumberland e Northumberland, no ano de 1603. Percy era considerado um defensor da causa católica e, em várias ocasiões antes de 1603, suspeitando que a rainha Isabel I não teria muito tempo de vida, confiou a Thomas a entrega de correspondência secreta de e para seu provável sucessor, o rei Jaime VI de Escócia. O tio de Northumberland foi executado por seu envolvimento na Rebelião do Norte, uma conspiração para substituir Isabel pela mãe de Jaime, Maria da Escócia. Planejava compensar a desgraça de sua família construindo um forte relacionamento com James, mas também desejava contrariar a influência de Robert Cecil, 1.º Conde de Salisbury, cujo pai, Lord Burghley (havia rumores), Jaime acreditava ter sido o responsável pela morte de Maria.
Exatamente quais garantias Jaime deu a Percy são desconhecidas. Tesimond escreveu que fez "promessas muito generosas para favorecer ativamente os católicos" e "ele os admitiria a todo tipo de honra e cargo", mas o consenso entre os historiadores é que as promessas feitas por Tiago foram orais, e não escrito. Fraser postula que o rei escocês provavelmente pretendia permitir que os católicos adorassem em particular, o que, se for verdade, era uma visão muito mais reservada do que a anunciada posteriormente por Percy, que disse a seus companheiros católicos que o rei havia prometido proteger sua religião. Considerando a "singularidade" do inglês falado por Jaime, pode ter havido algum mal-entendido de ambos os lados. Em sua correspondência sobrevivente com Northumberland, o rei escreve apenas que nem os católicos "quietos" seriam perturbados, nem aqueles que mereciam reconhecimento "por meio de seus bons serviços" seriam negligenciados. Essa mistura de sinais teria consequências duradouras.

## Contexto

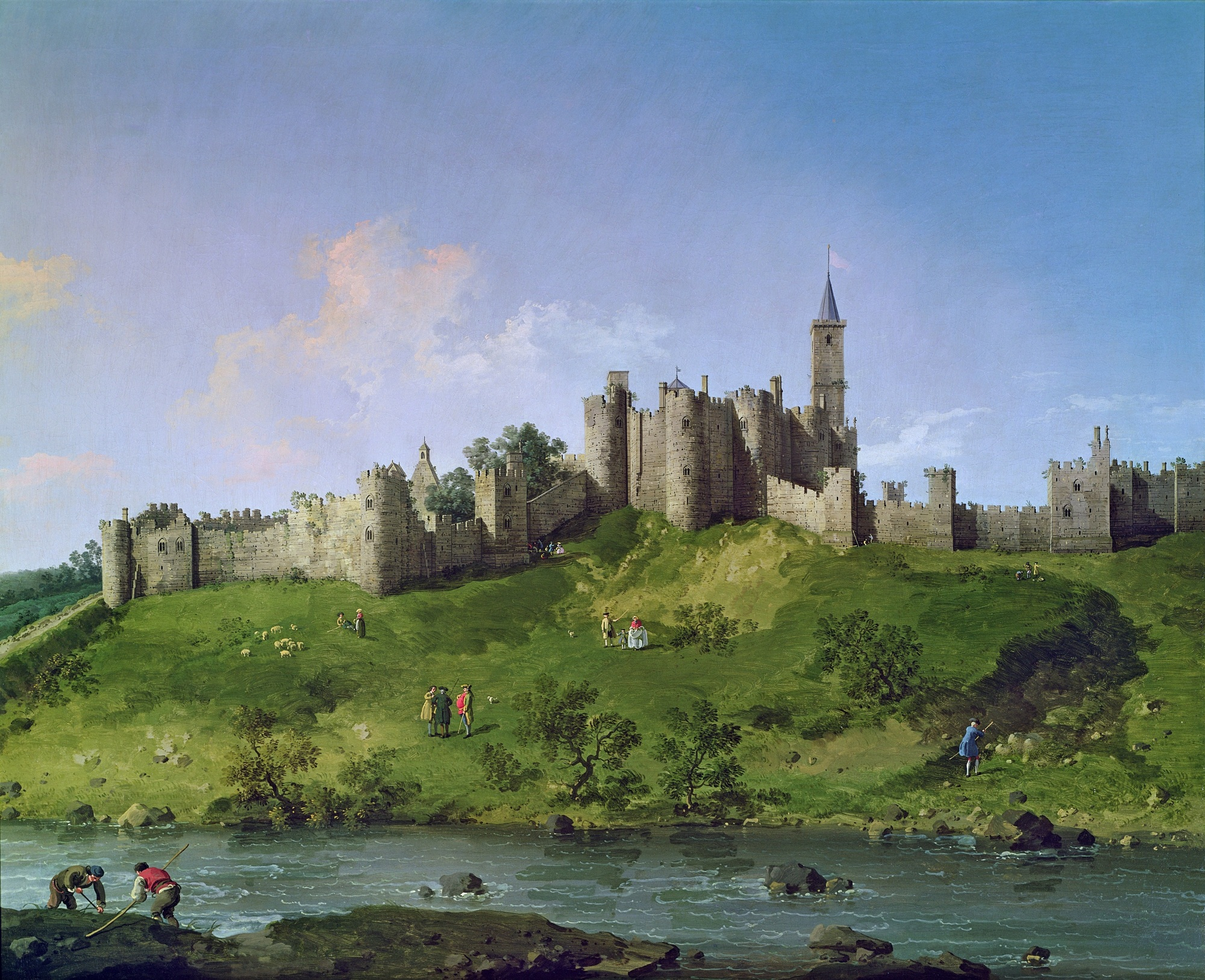
Castelo de Alnwick, obra do pintor Canaletto, c. 1760

Percy se tornou o quinto membro da conspiração da pólvora no domingo, 20 de maio de 1604. Quase um ano antes, visitou a casa do conspirador inglês Robert Catesby em Ashby St Ledgers, e reclamou amargamente de Jaime, que desde que substituiu Isabel, pouco fez para atender às suas expectativas. Ele ameaçou matar o novo rei com suas próprias mãos, mas Catesby pediu para se conter e disse: "Estou pensando em um caminho mais seguro e em breve deixarei você saber o que é." Assim, Percy se encontrou na pousada Duck and Drake perto de Strand, estrada de Londres, junto com Catesby e seu primo Thomas Wintour, John Wright e Guy Fawkes. Suas primeiras palavras na reunião foram "Devemos sempre, senhores, conversar e nunca fazer nada?". Todos os cinco depois juraram segredo sobre um livro de orações e depois celebraram a missa em outra sala com o padre Gerard, que desconhecia o pacto.
Embora os conspiradores não tivessem um plano detalhado, a escolha de Percy em 9 de junho como cavalheiro aposentado deu motivo para criar uma base em Londres. Por meio dos agentes de Northumberland, Dudley Carleton e John Hippesley, alugou uma casa em Westminster de Henry Ferrers, um inquilino de John Whynniard, e instalou Fawkes lá como seu servo, "John Johnson". Em 25 de março de 1605, Percy também obteve o aluguel da cripta logo abaixo do primeiro andar da Câmara dos Lordes. Foi nesta sala que os conspiradores transferiram 36 barris de pólvora dos alojamentos de Catesby no lado oposto do rio Tâmisa. O plano era que, durante a Abertura do Parlamento, na qual o rei e seus ministros estariam presentes, os conspiradores explodiriam a Câmara dos Lordes, matando todos os que estavam dentro dela. A filha de Jaime, a princesa Isabel da Boémia, seria capturada durante uma revolta na região de Midlands e instalada como rainha principal.
Percy passou aquele outono cobrando os aluguéis de Northumberland, Em outubro de 1605, havia 12 homens católicos que foram designados para sua causa e estavam trabalhando nos detalhes que restavam. Vários conspiradores expressaram preocupação com a segurança de outros católicos que poderiam ser pegos na explosão planejada. A preocupação de Percy era com seu patrono, Northumberland, que parece ter sido nomeado Lorde Protetor se a conspiração tivesse dado certo. O nome de Lord Monteagle também foi mencionado, de maneira preocupada por Francis Tresham. O destino do irmão de Isabel, o príncipe Henrique, era incerto; embora os conspiradores presumissem que morreria com o pai, eles decidiram que, se ele não comparecesse ao Parlamento, Percy deveria sequestrá-lo.

## Carta de Monteagle
No sábado, 26 de outubro de 1605, em sua casa em Hoxton, Monteagle recebeu uma carta anônima que o advertia para ficar longe do Parlamento. Sem a certeza quanto ao seu significado, entregou a Robert Cecil, 1.º Conde de Salisbury. Cecil já estava ciente de certos movimentos, embora não soubesse a natureza exata da trama ou quem exatamente estava envolvido. Em vez de informar o rei imediatamente, decidiu esperar e observar o que acontecia. A reação de Catesby à notícia da existência da carta foi um pouco diferente; ele e Wintour suspeitaram que Francis Tresham fosse o autor e os dois foram confrontá-lo. Tresham conseguiu convencê-los de sua inocência, ao mesmo tempo, instando-os a abandonar a trama. Percy reagiu à notícia declarando que estava pronto para "suportar o julgamento final". Pode ter visitado o infante príncipe Carlos I em 1.º de novembro, indicando talvez que algum rearranjo do plano estava sendo considerado. O depoimento de um servo alegou que Percy visitou os aposentos do príncipe e "fez muitas perguntas sobre o caminho para sua câmara", embora a declaração tenha chegado tarde demais para Percy comentá-la.
Percy visitou Northumberland em Syon House, no oeste de Londres, em 4 de novembro. Fraser sugere que sua visita foi uma "expedição de pesca", para descobrir o que, se é que algo, Northumberland ouviu sobre a carta. Essa "expedição", posteriormente, foi desastrosa para o conde, que alegou que não havia nada de traidor na conversa deles e que Percy apenas perguntou "se ele comandaria algum serviço" antes de partir. Percy então foi para outra propriedade de Northumberland, Essex House, em Londres, e falou com seu sobrinho, Josceline. Mais tarde naquela noite, encontrou-se com Wintour, John Wright e Robert Keyes, e assegurou-lhes que tudo estava bem. Então decidiu viajar com seus aposentos ao longo da Gray's Inn Road, onde deixou ordens para que seus cavalos fossem preparados para uma partida antecipada na manhã seguinte.

## Declínio e morte

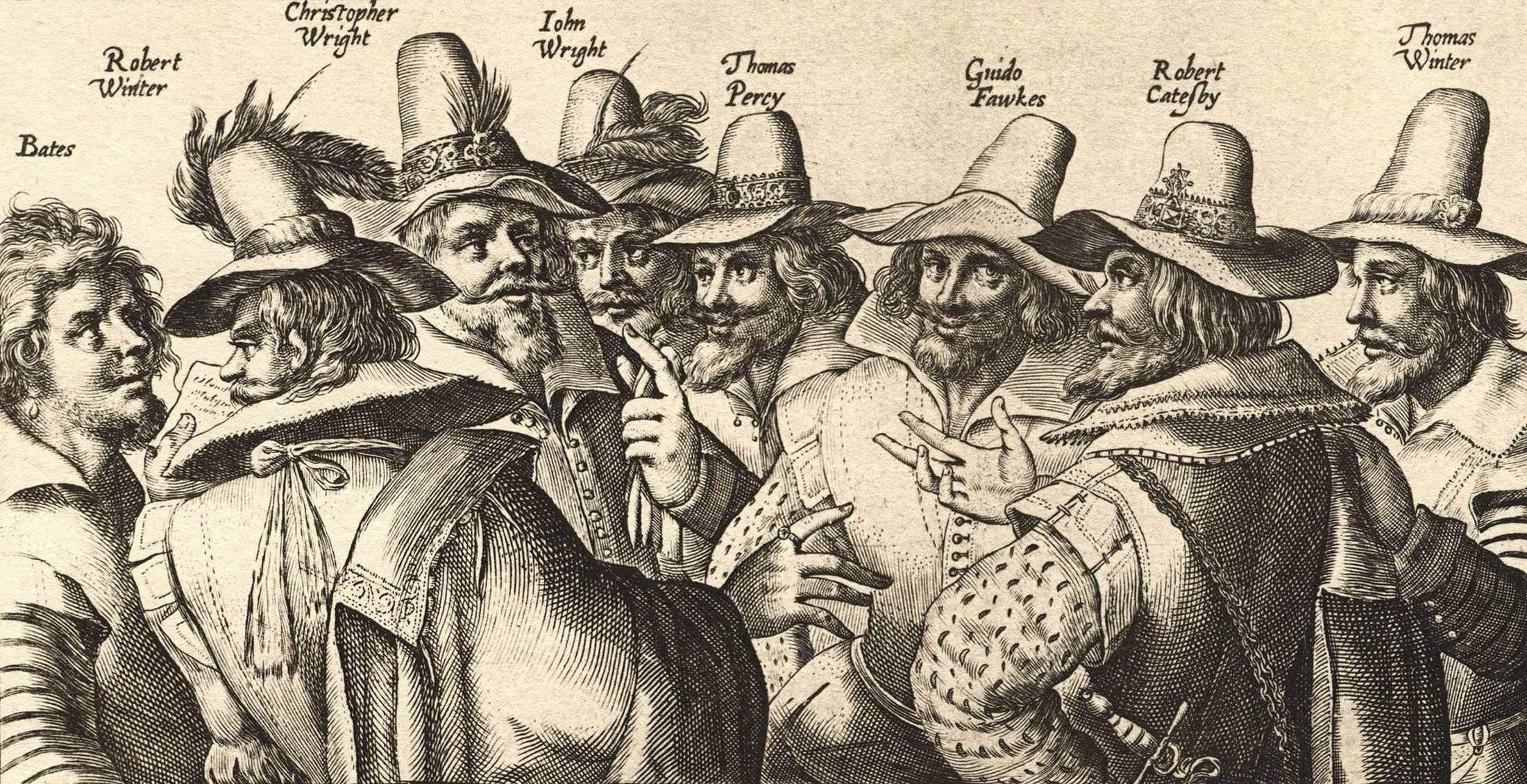
Uma gravura contemporânea de oito dos treze conspiradores, por Crispijn van de Passe. Percy é o quarto à direita

A essa altura, o rei já sabia sobre a carta. Jaime sentiu que insinuava "algum estratagema de fogo e pólvora", talvez uma explosão excedendo em violência a que matou seu pai, Lord Darnley, em 1567. No dia seguinte, o Conselho Privado comunicou-lhe que haviam decidido fazer uma busca no Parlamento, "tanto acima como abaixo". A primeira, encabeçada por Thomas Howard, 1.º Conde de Suffolk, foi feita em 4 de novembro. Na cripta sob a Câmara dos Lordes, notou-se um homem alto que parecia ser um servo e uma grande pilha de lenha — grande demais para servir à pequena casa que Percy havia sublocado de Henry Ferrers. O dono da casa, John Whynniard, disse ao grupo de busca que seu aluguel era de Percy. Monteagle, presente durante a busca, disse imediatamente a Suffolk que suspeitava que Percy fosse o autor da carta. O rei ordenou que uma segunda busca mais completa fosse feita e, por volta da meia-noite, Fawkes foi descoberto guardando a pólvora e foi imediatamente preso.
Como Fawkes se identificou como John Johnson, servo de Thomas Percy, foi o nome de Percy que apareceu no primeiro mandado de prisão do governo. Descreveu-o como um "homem alto e florido, com uma barba larga — 'a cabeça mais branca do que a barba' — e ombros curvados, sendo também 'pés longos, pernas pequenas'". O célebre astrólogo Simon Forman foi contratado para adivinhar seu paradeiro, um cavaleiro foi enviado para procurá-lo no norte da Inglaterra, e uma busca foi feita em Essex House. Tudo isso foi em vão, no entanto, já que Percy foi avisado da captura de Fawkes e fugiu para Midlands com Christopher Wright, dizendo a um servo enquanto ia: "Estou perdido." Os dois homens encontraram Catesby e os outros (que partiram para a revolta de Midlands) e continuaram para Dunchurch, a certa altura jogando suas capas para aumentar sua velocidade. Um parente do tenente da Torre de Londres, William Waad, encontrou Percy saindo de Londres, o que levou Waad a escrever a seguinte carta para Salisbury em 5 de novembro:
Talvez agrade a Vossa Senhoria o meu primo Sir Edward York, tendo saído recentemente da região norte e vindo esta tarde para dialogar comigo sobre a descoberta feliz deste plano monstruoso, ele disse-me que se encontrou com Thomas Percy, o partido procurado, indo para o Norte disfarçado (...) da Torre às pressas.
Acompanhado por alguns de seus companheiros conspiradores, a fuga de Percy terminou em 7 de novembro, por volta das 10 da noite, em Holbeche House, na fronteira do condado de Staffordshire. Saiu ileso de um acidente com pólvora que feriu Catesby e alguns dos outros, mas os que permaneceram resolveram esperar a chegada das forças do governo, que estavam apenas algumas horas atrasadas. Sendo assim, às 11 da manhã do dia seguinte, a casa foi sitiada pelo xerife de Worcester, Richard Walsh, e sua companhia de 200 homens. No tiroteio que se seguiu, Thomas Percy e Catesby foram supostamente mortos pela mesma bala de mosquete, disparada por John Streete de Worcester. A notícia da batalha logo chegou a Londres, tornando supérflua uma proclamação do governo feita no mesmo dia e que oferecia uma rica recompensa por sua captura. Os sobreviventes foram levados sob custódia e os mortos enterrados perto de Holbeche, mas por ordem do conde de Northampton, os corpos de Percy e Catesby foram exumados e suas cabeças expostas em estacas "ao lado do Parlamento".
Com Thomas morto, não havia ninguém que pudesse implicar ou inocentar Henry Percy de qualquer envolvimento na trama. Sua falha em garantir que Thomas fizesse o juramento de supremacia após sua nomeação como um cavalheiro aposentado, e seu encontro em 4 de novembro, constituíram evidências contundentes, e o Conselho Privado também suspeitou que, se a conspiração tivesse sucesso, ele ter sido o protetor da princesa Isabel I. Com provas insuficientes para condená-lo, foi acusado de desacato, multado em 30 mil libras esterlinas e destituído de todos os cargos públicos. Permaneceu na Torre até 1621.